# Landlock
 Landlock  (ランドロック) est un film d'animation japonais OAV (sorti directement en vidéo), réalisé par Yasuhiro Matsumura, sorti en 1996 au Japon.

## Synopsis
Dans le monde de Zer’lue, le leader religieux Sana’ku cherche à imposer sa domination technologique et militaire, en éliminant les derniers guerriers du vent. Le jeune Lue’der, un orphelin qui peut contrôler la force dévastatrice du vent va se retrouver malgré lui dans une lutte à mort avec Sana’ku et ses sbires, qui le voient comme une menace à leur plans maléfiques.

## Fiche technique
- Titre :  Landlock
- Réalisation : Yasuhiro Matsumura
- Scénario :
- Character design: Masamune Shirow, Kazuto Nakazawa, Seiji Handa
- Musique : Hayato Matsuo
- Pays d'origine :  Japon
- Année de production : 1996
- Genre : science-fiction, magie
- Durée : 45 minutes x 2 épisodes
- Dates de sortie française : sortie en DVD

## Distribution
Cet anime est sorti en France en DVD par Manga Video.

## Commentaire
La réception a été généralement négative, critiquant l’exploitation de la renommé de Masamune Shirow alors que celui-ci n’a contribué seulement de façon minime au film qui par ailleurs reste confus dans son scénario.